# Daniel Xuereb
Pour les articles homonymes, voir Xuereb (patronyme).
Daniel Xuereb est un footballeur international français né le 22 juin 1959 à Gardanne dans les Bouches-du-Rhône. Il évolue au poste d'attaquant de la fin des années 1970 au début des années 1990.
Surnommé « Monsieur Xu », il commence le football dans le club de sa ville natale, l'AS Gardanne. Il rejoint ensuite l'Olympique lyonnais où il termine sa formation et joue cinq ans avant de partir au Racing Club de Lens. Après cinq ans dans le Nord, il signe au Paris Saint-Germain en 1986 puis s'engage en 1989 avec le Montpellier HSC. Il remporte avec ce club la Coupe de France en 1990. Il joue ensuite une saison avec l'Olympique de Marseille et devient en 1992 champion de France. Il finit sa carrière professionnelle au Sporting Toulon Var lors de la saison 1992-1993.
En équipe de France, Daniel Xuereb joue huit matchs et inscrit un but. Il participe à la Coupe du monde 1986 lors de laquelle la France termine troisième. Il est également, avec l'équipe de France olympique, médaillé d'or aux Jeux olympiques 1984.

## Biographie

### Les débuts à l'AS Gardanne et les années lyonnaises
Daniel Xuereb commence le football à l'âge de dix ans au sein de l'AS Gardanne. À seize ans, il débute avec l'équipe première en division d'honneur et marque un but pour son premier match. L'année suivante, il effectue de nombreux stages au sein des clubs du Nîmes Olympique, de l'Olympique de Marseille, de l'AS Monaco et de l'AS Saint-Étienne avant de signer à l'Olympique lyonnais.
Il fait ses débuts en première division le premier octobre 1977 face à l'AS Nancy-Lorraine et dès la saison suivante, Aimé Jacquet, l'entraîneur lyonnais, en fait un titulaire au poste d'ailier gauche ou d'avant-centre. Le club lyonnais, qui vient de vendre Bernard Lacombe pour assainir ses finances, finit à la septième place du championnat. Ailier droit incisif et bon finisseur, il dispute vingt-huit matchs lors de la saison 1979-1980 et marque dix buts terminant ainsi meilleur buteur du club. Victime d'une blessure en avril 1980, il ne dispute pas la fin de saison, qui voit l'OL sauver sa place en division 1 en barrage face à l'Olympique avignonnais, club de division 2. Les Lyonnais s'imposent sur le score de huit buts à quatre sur les deux matchs. En 1980-1981, les Lyonnais, renforcés avec les arrivées d'Alain Moizan et de Simo Nikolic, disputent les premiers rôles en championnat. Quatrième à la trêve, le club termine finalement à la septième place du classement.
Daniel Xuereb devient alors le second joueur de l'effectif lyonnais sélectionné par Michel Hidalgo en équipe de France après Jean Tigana. Il est un des deux nouveaux « Bleus », avec Jean Castaneda le gardien stéphanois, appelé pour disputer en février 1981 un match amical face à l'Espagne. Il entre en seconde mi-temps à la place de Bruno Baronchelli dans un match qui se conclut sur la défaite de la France un but à zéro. Un mois plus tard, le 24 mars, il est sélectionné en équipe de France B par Gaby Robert pour affronter les Pays-Bas B. De nouveau remplaçant, il entre en jeu à la soixante-quatrième minute en remplacement de Gérard Soler dans un match qui se termine sur un match nul deux buts partout.

### Le RC Lens et l'or olympique
En 1981, il est transféré au Racing Club de Lens qui termine treizième en fin de saison. L'année suivante, Gérard Houllier devient entraîneur du club « sang et or » et les Lensois, menés par Philippe Vercruysse et l'attaque Xuereb-Ogaza-Brisson, terminent 4e du championnat se qualifiant ainsi pour la coupe de l'UEFA. Pour Daniel Xuereb auteur de quatorze buts lors de cette saison, « le club est devenu ambitieux avec l’arrivée d’Houllier. Nous étions une bande de jeunes et nous avions découvert l’Europe. C’était génial ! ». En mars 1983, Henri Michel le sélectionne en équipe de France olympique pour disputer face à l'Espagne, le premier match des qualifications aux Jeux olympiques de 1984. Ce match disputé à Murcie voit son coup d'envoi retardé d'une heure à la suite d'un envahissement du terrain. Daniel Xuereb inscrit à deux minutes de la fin le but de la victoire française. Lors du second match, face à la Belgique le 23 avril, il inscrit un doublé et la France l'emporte deux buts à zéro.
En 1983-1984, Daniel Xuereb et ses coéquipiers commencent la saison par quatre victoires de suite mais réalisent ensuite une saison en dents de scie terminant treizièmes de division 1. En coupe UEFA, les Lensois ne rencontrent que des clubs belges. Après avoir éliminé La Gantoise et Royal Antwerp FC contre lesquels « Monsieur Xu » marque un but, les Lensois sont éliminés au stade des huitièmes de finale par le futur finaliste de l'épreuve, le RSC Anderlecht. En sélection, Daniel Xuereb retrouve l'équipe de France en novembre 1983 pour un match amical face à la Yougoslavie. Il entre en jeu à la soixante-deuxième minute en remplacement de Bruno Bellone dans un match qui se termine sur un score nul et vierge. Avec les olympiques, il remporte le sous-groupe B des qualifications devant l'Espagne et la Belgique et affronte en finale de qualification, en mars puis avril 1984, la RFA. Les Français s'imposent deux buts à un au terme des deux matchs, se qualifiant ainsi pour les Jeux olympiques de Los Angeles.
Sélectionné pour les Jeux olympiques avec ses coéquipiers Didier Sénac et François Brisson, Daniel Xuereb marque le but égalisateur face au Qatar lors du premier match de poule. Favoris de leur groupe, les Français se qualifient difficilement pour les quarts de finale où ils s'imposent deux buts à zéro face aux Égyptiens, « Monsieur Xu » ouvrant le score à la vingt-huitième minute. Face aux favoris de la compétition, les Yougoslaves, les « Bleus » l'emportent en prolongation quatre buts à deux, Xuereb marquant le dernier but français à la 120e minute. En finale, les Français sont opposés au Brésil, qui est le Sport Club Internacional de Porto Alegre renforcé. Le match disputé au Rose Bowl Stadium de Pasadena devant 101 799 spectateurs voit les Français remporter l'or olympique après une victoire deux buts à zéro. Xuereb marque le second but français à la soixantième minute en reprenant un ballon détourné par le gardien brésilien à la suite d'une frappe de Dominique Bijotat. Xuereb termine meilleur buteur de la compétition. C'est le second triomphe bleu de l'année après la victoire lors du championnat d'Europe.
En 1984-1985, les Lensois terminent septièmes du championnat puis, l'année suivante, cinquièmes, se qualifiant ainsi de nouveau pour la coupe de l'UEFA. Daniel Xuereb retrouve alors le groupe France dirigé par l'ancien sélectionneur des olympiques, Henri Michel. Il n'entre pas en jeu face à l'Irlande du Nord en février 1986 mais est titulaire le match suivant, disputé au Parc des Princes le 26 mars 1986 face à l'Argentine. Il est à l'origine du premier but français dans un match que la France remporte deux buts à zéro.
Sélectionné parmi les vingt-deux joueurs amenés à disputer la coupe du monde, il ne dispute qu'un match de cette compétition. Il entre en jeu à la soixante-sixième minute du match France-RFA en demi-finale alors que les Allemands mènent un but à zéro depuis la neuvième minute. La France est finalement éliminée sur le score de deux buts à zéro puis termine troisième de la compétition en battant la Belgique sur le score de quatre buts à deux.

### Les années Paris SG et dernières sélections en bleu
Daniel Xuereb rejoint en 1986 le Paris SG, champion de France en titre dirigé par son ancien entraîneur Gérard Houllier. Il doit faire face à une forte concurrence en attaque, le club parisien, qui compte dans ses rangs Dominique Rocheteau, ayant également recruté Jules Bocandé et Vahid Halilhodžić. Présenté comme un des favoris du championnat, le club connaît une saison difficile, ne terminant que septième de Division 1 et en étant éliminé dès le premier tour de la coupe des clubs champions européens.
La saison suivante, le club parisien a encore plus de difficultés. L'entraîneur Gérard Houiller est démis de ses fonctions au mois de novembre. Safet Sušić, le meneur de jeu yougoslave, est écarté de l'équipe première. Daniel Xuereb rate une grande partie de la saison à cause d'une blessure au genou droit. Le PSG n'assure son maintien en Division 1 que lors de la dernière journée grâce à une victoire face au Havre AC obtenue sur un but de Xuereb à la cinquante-sixième minute.
En 1988, Tomislav Ivić devient le nouvel entraîneur du PSG. Il s'appuie sur le groupe de l’année précédente et, en attaque, fait confiance au duo Xuereb-Perez. Le club parisien est leader jusqu'à la trente-quatrième journée mais perd la course au titre en s'inclinant face à l'Olympique de Marseille le 5 mai 1989. Daniel Xuereb réalise sa saison la plus complète sous le maillot parisien en inscrivant quinze buts.
Les bons résultats parisiens lui font retrouver l'équipe de France. Non utilisé lors du match amical disputé contre la Tchécoslovaquie en août 1988, Henri Michel le titularise aux côtés de Jean-Pierre Papin pour les matchs de qualification pour la Coupe du monde 1990 contre la Norvège puis Chypre. Il ouvre le score à la quarante-quatrième minute lors de ce match, inscrivant ainsi son unique but en équipe de France, mais les Français doivent concéder le nul un but partout face aux Chypriotes. Ce résultat entraîne alors le remplacement d'Henri Michel par Michel Platini à la tête de l'équipe de France. Daniel Xuereb n'est pas appelé par le nouveau sélectionneur pour les matchs suivants et dispute alors deux rencontres avec la France A dirigée par Roger Lemerre en novembre face à la Yougoslavie B puis en février 1989 face aux Pays-Bas A'. Il est rappelé par Michel Platini pour disputer les deux derniers matchs de qualifications de la saison contre l’Écosse en mars, puis la Yougoslavie en avril. Pour sa dernière apparition sous le maillot tricolore, il est remplacé à la soixante-seizième minute par Didier Deschamps qui fête ainsi sa première sélection.

### Retour dans le Sud, du Montpellier HSC à la fin de carrière au SC Toulon
En 1989, il signe au Montpellier HSC qui vient de recruter comme entraîneur Aimé Jacquet. Celui-ci souhaite le voir évoluer en attaque aux côtés de Christian Perez prêté la saison précédente au Paris SG. Louis Nicollin, le président montpelliérain, ne tient pas compte des vœux de son entraîneur. Il obtient le prêt d'Éric Cantona, recrute Stéphane Paille et transfère définitivement Perez. Le club montpelliérain connaît une saison difficile marquée par le prêt aux Girondins de Bordeaux, dès novembre, de Stéphane Paille, mal intégré au club et par le licenciement d'Aimé Jacquet en février alors que le club est dernier du championnat à égalité avec l'OGC Nice. Avec Michel Mézy comme nouvel entraîneur, le club termine finalement treizième du championnat et, en fin de saison, dispute la finale de la coupe de France face au Racing Paris 1 de David Ginola et Pascal Olmeta. Les Montpelliérains s'imposent en prolongation deux buts à un dans un match avec peu d'occasions.
L'année suivante, le Montpellier HSC réalise un beau parcours en coupe d'Europe des vainqueurs de coupe en éliminant le PSV Eindhoven et le Steaua Bucarest, ne tombant que face au futur vainqueur de l'épreuve, Manchester United, en quart de finale. Les Montpelliérains sont tout près de créer l'exploit au match aller. Ils obtiennent à Old Trafford le match nul un but partout et dans les dernières minutes, Daniel Xuereb voit son tir repoussé sur la ligne par Clayton Blackmore. À la suite de cette élimination (1-1, 0-2), le club, alors quatrième en championnat, réalise une très mauvaise fin de saison finissant finalement septième.
Daniel Xuereb rejoint l'Olympique de Marseille en 1991. Il obtient avec ce club son unique titre de champion de France. Non conservé par l'OM en fin de saison, il reste dans le Sud et signe son dernier contrat au SC Toulon. Le club varois connaît tout au long de la saison des difficultés financières et sportives et se retrouve relégué en fin de saison en Division 2. Daniel Xuereb arrête alors sa carrière professionnelle à l'âge de trente-quatre ans.
En 2022, le magazine So Foot le classe dans le top 1000 des meilleurs joueurs du championnat de France, à la 201e place.

### Carrière d'entraîneur et activités hors football
Daniel Xuereb devient en 1993, entraîneur-joueur du CA Digne, club évoluant en Division d'honneur régionale. Il remporte au bout de la saison le titre et le club est promu en Division d'honneur mais n'est pas conservé par la nouvelle équipe dirigeante. Il rejoint alors l'USR Pertuis où il est également entraîneur-joueur jusqu'en 1998. Parallèlement, il entre à la mairie de Pertuis comme adjoint du service des sports,.
En 2008, quatre ans après sa dernière expérience, il redevient entraîneur à l'AS Aix, club de division d'honneur, où « Les dirigeants ont su [le] convaincre avec un projet intéressant ». Après une série de mauvais résultats qui empêchent la montée en CFA 2, il est licencié par le président aixois en mars 2009.
Daniel Xuereb est également le président de l'OM star club, association d'anciens joueurs de l'Olympique de Marseille, créée en 1997, qui dispute régulièrement des rencontres pour soutenir des associations.

## Palmarès
Daniel Xuereb a disputé 498 matches et marqué 118 buts durant sa carrière professionnelle en club dont 105 en championnat de France. Il est, avec le Paris SG, finaliste du Trophée des Champions en 1986 et il termine vice-champion de France en 1989. Sous les couleurs du Montpellier HSC il gagne la Coupe de France en 1990, et avec l'Olympique de Marseille il est champion de France en 1992.
En équipe de France, il compte huit sélections pour un but marqué et il termine, sous les couleurs tricolores, 3e de la Coupe du monde 1986.
Avec l'équipe de France olympique, il est sélectionné à onze occasions et il inscrit neuf buts. Il est médaillé d'or aux Jeux olympiques 1984 de Los Angeles, où il termine meilleur buteur de la compétition.
Il est également appelé à trois reprises - pour un but marqué - avec l'équipe de France A'.

## Distinctions
- Trophées UNFP 2024 : trophée d'honneur pour l'ensemble du groupe, à l'occasion du 40e anniversaire de la victoire de l'équipe de France olympique aux Jeux olympiques d'été de 1984[46],[47].

## Statistiques
Le tableau ci-dessous résume les statistiques en match officiel de Daniel Xuereb durant sa carrière de joueur professionnel,,.
| Saison      | Club                   | Pays   | Championnat | Championnat | Championnat | Coupes nationales | Coupes nationales | Coupe d'Europe | Coupe d'Europe | Coupe d'Europe | Sélection | Sélection |
| Saison      | Club                   | Pays   | Division    | Matchs      | Buts        | Matchs            | Buts              | Type           | Matchs         | Buts           | Matchs    | Buts      |
| ----------- | ---------------------- | ------ | ----------- | ----------- | ----------- | ----------------- | ----------------- | -------------- | -------------- | -------------- | --------- | --------- |
| 1977 - 1978 | Olympique lyonnais     | France | Division 1  | 10          | 0           | -                 | -                 | -              | -              | -              | -         | -         |
| 1978 - 1979 | Olympique lyonnais     | France | Division 1  | 24          | 4           | 1                 | 0                 | -              | -              | -              | -         | -         |
| 1979 - 1980 | Olympique lyonnais     | France | Division 1  | 28          | 10          | 1                 | 0                 | -              | -              | -              | -         | -         |
| 1980 - 1981 | Olympique lyonnais     | France | Division 1  | 33          | 7           | 1                 | 0                 | -              | -              | -              | 1         | 0         |
| 1981 - 1982 | RC Lens                | France | Division 1  | 34          | 2           | 1                 | 0                 | -              | -              | -              | -         | -         |
| 1982 - 1983 | RC Lens                | France | Division 1  | 38          | 14          | 3                 | 0                 | -              | -              | -              | -         | -         |
| 1983 - 1984 | RC Lens                | France | Division 1  | 35          | 8           | 7                 | 2                 | C3             | 6              | 1              | 1         | 0         |
| 1984 - 1985 | RC Lens                | France | Division 1  | 29          | 6           | 2                 | 0                 | -              | -              | -              | -         | -         |
| 1985 - 1986 | RC Lens                | France | Division 1  | 28          | 9           | 5                 | 2                 | -              | -              | -              | 2         | 0         |
| 1986 - 1987 | Paris SG               | France | Division 1  | 26          | 2           | 3                 | 0                 | C1             | 2              | 0              | -         | -         |
| 1987 - 1988 | Paris SG               | France | Division 1  | 16          | 3           | 3                 | 0                 | -              | -              | -              | -         | -         |
| 1988 - 1989 | Paris SG               | France | Division 1  | 38          | 15          | 5                 | 2                 | -              | -              | -              | 4         | 1         |
| 1989 - 1990 | Montpellier HSC        | France | Division 1  | 34          | 9           | 6                 | 2                 | -              | -              | -              | -         | -         |
| 1990 - 1991 | Montpellier HSC        | France | Division 1  | 31          | 12          | 1                 | 1                 | C2             | 5              | 1              | -         | -         |
| 1991 - 1992 | Olympique de Marseille | France | Division 1  | 18          | 3           | 1                 | 0                 | C1             | 3              | 2              | -         | -         |
| 1992 - 1993 | SC Toulon              | France | Division 1  | 20          | 1           | -                 | -                 | -              | -              | -              | -         | -         |
| Total       | Total                  | Total  | Total       | 442         | 105         | 40                | 9                 | -              | 16             | 4              | 8         | 1         |

Le tableau ci-dessous détaille les rencontres disputées par Daniel Xuereb sous le maillot de l'équipe de France.
| Date              | Lieu                            | Adversaire           | Match                                   | Score | Statut     | Minutes Jouées | But(s)         |
| ----------------- | ------------------------------- | -------------------- | --------------------------------------- | ----- | ---------- | -------------- | -------------- |
| 18 février 1981   | Madrid (Stade Vicente-Calderón) | Espagne              | Match amical                            | 0-1   | Remplaçant | 45             | 0              |
| 12 novembre 1983  | Zagreb (Stade Maksimir)         | Yougoslavie          | Match amical                            | 0-0   | Remplaçant | 25             | 0              |
| 26 mai 1986       | Paris (Parc des Princes)        | Argentine            | Match amical                            | 2-0   | Titulaire  | 70             | 0              |
| 25 juin 1986      | Guadalajara (Stade Jalisco)     | Allemagne de l'Ouest | Coupe du monde 1986 (1/2)               | 0-2   | Remplaçant | 24             | 0              |
| 28 septembre 1988 | Paris (Parc des Princes)        | Norvège              | Éliminatoires de la Coupe du monde 1990 | 1-0   | Titulaire  | 90             | 0              |
| 22 octobre 1988   | Nicosie (Stade Makarion)        | Chypre               | Éliminatoires de la Coupe du monde 1990 | 1-1   | Titulaire  | 81             | 1 (44e minute) |
| 8 mars 1989       | Glasgow (Hampden Park)          | Écosse               | Éliminatoires de la Coupe du monde 1990 | 0-2   | Titulaire  | 73             | 0              |
| 29 avril 1989     | Paris (Parc des Princes)        | Yougoslavie          | Éliminatoires de la Coupe du monde 1990 | 0-0   | Titulaire  | 77             | 0              |